# 多克韦勒
多克韦勒是德国莱茵兰-普法尔茨州的一个市镇。总面积6.05平方公里，总人口658人，其中男性336人，女性322人（2011年12月31日），人口密度109人/平方公里。